# Serra do Lenheiro
A Serra do Lenheiro é uma importante formação de quartzito localizada a noroeste da cidade de São João del-Rei, em Minas Gerais, Brasil. Está localizada a noroeste da cidade. Caracteriza-se por ser um complexo de elevações e vales que compõem um conjunto paisagístico natural e cultural.

## Geografia e geodiversidade
A Serra do Lenheiro integra-se totalmente ao município de São João del-Rei, estando inserida na região geográfica imediata homônima. Ela é entendida como um complexo de elevações e vales. A altitude média da serra está acima dos mil metros em relação ao nível do mar.
A estrutura litológica da serra é caracterizada como um anticlinal falhado, com diversas falhas de empurrão. É composta por diferentes litotipos, como metarenitos, metassiltitos e metaconglomerados. A rocha mais comum é o itacolomito, uma formação quartzítica micácea. A região foi historicamente um delta marinho no Mesoproterozoico. Outros minerais e rochas presentes incluem quartzito sericítico e conglomerático, diamictitos, micaxistos, seixos de gnaisses, migmatito, anfibolito, filito grafitoso, quartzo, xisto verde, pegmatito e rochas carbonáticas.
O Rio das Mortes, que nasce na Serra da Conceição, corta a formação, separando a Serra do Lenheiro da Serra de São José, que se acredita terem sido uma única cadeia montanhosa em tempos geológicos passados. A rede de drenagem da serra é controlada por um sistema de fraturamentos e falhas nas rochas quartzíticas. Existem cinco bacias hidrográficas na serra, e suas águas convergem para o Rio das Mortes. Os principais cursos d'água são o Córrego do Lenheiro e o Ribeirão São Francisco Xavier. Nascentes de água pura são usadas como potáveis pela população, mas córregos como o das Águas Férreas se tornam rapidamente poluídos por esgoto e lixo . Muitos córregos, como o da Pedra Lisa, secaram, e outros diminuíram seu volume. O Córrego do Lenheiro, que atravessa o centro de São João del-Rei, foi conhecido como Rio Tijuco ou Rio de São João no século XIX.
A vegetação da serra está bastante alterada por três séculos de exploração. A serra cruza diferentes ecossistemas, incluindo:
- Campo-rupestre: Predominante em partes íngremes e pedregosas, com plantas baixas como Arnicas, canela de ema, bambuzinhos, coqueiro-do-campo e sempre-vivas.
- Vegetação palustre: Em zonas brejosas, de pequena ocorrência.
- Campo de altitude (altimontano): Rasteiro e com capim, encontrado em áreas altas e restritas como o Morro das Almas e trechos da Arambinga.
- Mata de galeria (ciliar): Ao longo de grotões úmidos com fluxos d'água.
- Floresta tropical de encosta: Remanescentes de Mata Atlântica, grande parte convertida em capoeiras. Os vestígios mais notórios estão na Serra do Tronco e nas nascentes dos córregos do Lenheiro e do Tanque, além da Serra do Julião.
- Cerrado: Também presente, mas bastante destruído pela exploração de lenha e queimadas.

A Serra do Lenheiro é considerada uma área prioritária para a conservação da flora em Minas Gerais, sendo uma área-chave de biodiversidade de plantas raras.

## História

### Primeiros habitantes
A área do médio Rio das Mortes, onde se localiza a Serra do Lenheiro, foi inicialmente habitada por índios Cataguá e Puri, e há menção à tribo Irabussu. Os Cataguás, de etnia Cariri, eram considerados "bravios" e opuseram-se à entrada do colonizador branco, dando nome à região no final do século XVII e início do XVIII, conhecida como "País dos Cataguá". Os Puri, de etnia Tupi, foram expulsos do norte fluminense e migraram para o interior, formando diversos agrupamentos. A ocupação humana na serra remonta a milhares de anos, com vestígios arqueológicos de grupos caçadores-coletores pré-coloniais.

### Ciclo do ouro e fundação de São João del-Rei
Expedições como as de Francisco Bruza Espinosa (1553) e Sebastião Fernandes Tourinho (século XVI) já buscavam ouro e esmeraldas na região. Fernão Dias Pais, em sua "Bandeira das Esmeraldas" (1674), também contribuiu para a fixação de moradores na área.
A primeira vocação econômica de São João del-Rei foi a mineração do ouro. Descobertas auríferas datam do século XVII, com o Padre João de Faria Fialho em 1693 e o Jaguara. A abundância de ouro, encontrada "à flor da terra" ou "pela raiz do capim", possibilitou a mineração de superfície (catas).
Tomé Portes del-Rei é considerado o fundador do primeiro núcleo populacional da região, estabelecendo-se no Porto Real da Passagem (atual bairro de Matosinhos ou, talvez, Santa Cruz de Minas) por volta de 1701, como guarda-mor distrital do Rio das Mortes.
Em 1702, a descoberta de ouro por João de Siqueira Afonso na Serra de São José levou à fundação do Arraial de Santo Antônio (atual Tiradentes) por Tomé Portes. Na Serra do Lenheiro, os grandes descobertos de ouro ocorreram em 1704, por Lourenço da Costa (de origem paulista) no Ribeirão São Francisco Xavier, e por Manoel João de Barcelos (reinol) no Alto das Mercês. Consequentemente, em 1705, o guarda-mor Antônio Garcia da Cunha fundou o Arraial Novo de Nossa Senhora do Pilar (atual São João del-Rei).
A Guerra dos Emboabas (1707-1709) foi um conflito entre paulistas e não-paulistas ("emboabas") pela posse das minas, resultando na consolidação da presença lusitana e africana na formação da população de São João del-Rei.
Apesar das tensões, São João del-Rei foi elevada à categoria de vila em 1713, em cerimônia realizada no Porto Real da Passagem, consolidando o nome São João del-Rei e unificando os núcleos populacionais existentes. A vila se tornou sede de uma vasta comarca em 1714 e foi elevada à categoria de cidade em 1838.

### Mineração e desenvolvimento ao longo do tempo
O nome "Serra do Lenheiro" surgiu no século XIX, devido à intensa exploração da madeira pelos lenhadores na região, que a deixaram "escalvada". A mineração, embora em declínio gradual após 1763, persistiu por bastante tempo. Além do ouro, a serra foi fonte de outros minerais como hematita e quartzo, e blocos de granitoide e quartzito para construções e usos industriais.
A Saint John d'El Rey Mining Company foi estabelecida no Reino Unido em abril de 1830 como uma sociedade por ações. John Diston Powles foi o primeiro presidente da empresa. A companhia obteve um arrendamento para explorar as minas na Serra do Lenheiro, adquirindo-as de três comerciantes britânicos e um médico alemão. Na serra do Lenheiro há vestígios dessas minas, sendo a principal estrutura popularmente conhecida como canal dos ingleses. Em junho e julho de 1830, um grupo de mineradores da Cornualha viajou ao Brasil para trabalhar nas minas. A iniciativa enfrentou dificuldades com minério de baixa qualidade e disputas legais, sendo encerrada em menos de dois anos.
A chegada da ferrovia, a Estrada de Ferro Oeste de Minas (EFOM), em 1881, marcou um significativo avanço no século XIX, conectando a cidade e influenciando sua dinâmica econômica.

## Patrimônio cultural
A Serra do Lenheiro é rica em patrimônio cultural, refletindo a interação humana com o ambiente ao longo dos séculos. O Dossiê Serra do Lenheiro identificou 41 tipos de bens patrimoniais, incluindo arqueológicos, espeleológicos, paleontológicos e histórico-culturais.

### Sítios arqueológicos e geopatrimoniais
Os vestígios arqueológicos na serra remontam a milhares de anos, evidenciando a presença de grupos caçadores-coletores antes da chegada dos europeus.
- Pinturas Rupestres (Arte Rupestre): Foram identificados três sítios, principalmente no Morro dos Três Pontões e na Serra do Rio das Mortes. São pictografias da tradição planalto, estimadas em cerca de 4.000 anos . O sítio nº 1 é o mais conhecido e aberto à visitação.
- Abrigos: Cavidades naturais que mostram sinais de uso humano pré-colonial ou de comunidades mais recentes, com vestígios de fogueiras, carvão, ossos de animais e cerâmica.
- Aquedutos (Canais e Regos): Estruturas para captação e condução de água, essenciais para a exploração aurífera. O Canal dos Ingleses é um exemplo proeminente, construído no período colonial e reativado por ingleses no século XIX.
- Arrimos: Estruturas de contenção de pedras empilhadas, usadas para estabilizar encostas e canais.
- Betas: Escavações profundas na rocha, seguindo veios de ouro. Muitas se tornaram parte da paisagem urbana, algumas ainda visíveis em quintais.
- Brunidores: Cavidades esculpidas em pedras móveis, usadas para moagem de rochas auríferas.
- Calçamentos: Vestígios de pavimentação em trilhas e estradas, feitos com pedras locais para melhorar o tráfego.
- Canoas: Estruturas (depressões ou caixas) usadas para lavagem de material aurífero e separação do ouro.
- Cascalheiras: Amontoados de material rejeitado da mineração, composto principalmente por cascalho.
- Catas: Escavações superficiais para coleta de ouro, especialmente comuns nos primórdios da mineração, quando o ouro era encontrado "à flor da terra".
- Contenções: Estruturas de pedra que estabilizavam o solo e protegiam caminhos, distinguindo-se dos arrimos por seu menor porte.
- Corredores de Gado: Trilhas e caminhos antigos utilizados para condução de rebanhos, revelando a importância da pecuária na história da serra.
- Diques: Barragens ou represas construídas para acumular água, seja para abastecer aquedutos de mineração ou para garimpagem direta.
- Estivas: Estruturas que funcionavam como pontes rudimentares ou aterros para travessia em locais difíceis.
- Estromatólito: Uma formação geológica de interesse paleontológico encontrada no Córrego do Lenheiro. Relatos do século XVIII mencionam achados de fósseis de grandes proporções na bacia do Rio das Mortes.
- Extrações Minerais (não auríferas): Sítios de pedreiras e pilhas de rochas abandonadas de extração de quartzo, hematita (canga), granitoide, areia e cascalho para uso em construções ou indústria.
- Faisqueiras: Pequenas escavações e raspagens feitas para a busca de ouro.
- Grupiaras: Grandes escavações a céu aberto, de formato irregular, resultantes da mineração, por vezes com auxílio de água.
- Grutas Naturais: Cavidades rochosas que podem conter formações como coraloides e vestígios de ocupação antiga.
- Mocambo: Uma edificação rudimentar ainda preservada no Vale do Areão, com potencial de ser uma estrutura quilombola.
- Monturos: Amontoados de material descartado da mineração, semelhantes às cascalheiras.
- Mundéus: Depressões ou tanques, muitas vezes arrimados por pedras, usados para decantação e lavagem de areias auríferas. Eram alimentados por canais ou águas pluviais.
- Muros de Pedras: Estruturas de pedras secas (sem argamassa), usadas como divisas de propriedades (datas minerais, sesmarias) ou para cercar gado. Muitos datam dos séculos XVIII e XIX e são exemplos de técnicas construtivas da época.
- Pilões de Soca: Cavidades fixas escavadas em rochas, usadas para triturar pedras que continham ouro. Muitos são adaptações de marmitas naturais.
- Porteiras: Estruturas de passagem que, além de sua função prática, carregam um valor imaterial ligado a narrativas e crenças populares.
- Ruínas: Alicerces ou paredes remanescentes de antigas construções em pedra, indicando ocupações passadas como senzalas, fazendas ou ranchos de apoio à mineração.
- Sarilhos: Escavações circulares na rocha, usadas como base para mecanismos de içamento de baldes e ferramentas nas minas.
- Socavões: Escavações de talho regular e de grande porte, usadas na mineração mais profunda.
- Tanques: Estruturas para acumulação de água, algumas históricas como o "Tanque do Dr. Sush".
- Testes de Veio: Pequenos cortes ou escavações exploratórias feitas para verificar a presença de ouro em veios de quartzo.
- Tocas: Estruturas de pedra que serviram como abrigos ou posições militares, especialmente comuns no Morro da Via Sacra e Morro das Almas, associadas a treinamentos de montanhismo.
- Trempes: Armações de pedras no chão usadas como fogareiros improvisados para cozinhar, uma prática ancestral que continua até hoje.
- Valos: Estruturas de divisa (valetas) que podem conectar remanescentes florestais, funcionando como corredores ecológicos.

#### Canal dos Ingleses
Canal dos Ingleses é uma estrutura de drenagem localizada na Serra do Lenheiro. Acredita-se que tenha sido construída por mineradores ingleses no século XIX, durante o auge da mineração de ouro na região.
O Canal dos Ingleses é parte de um complexo de engenharia hidráulica destinado ao escoamento da água utilizada nos processos de mineração. Durante o período da exploração aurífera, especialmente sob influência de companhias estrangeiras como a Saint John d'El Rey Mining Company, diversas obras foram erguidas para facilitar a extração do ouro e levar água às betas.
A estrutura foi projetada para captar e direcionar águas pluviais e de minas para evitar alagamentos nas frentes de lavra. Acredita-se que sua construção tenha seguido técnicas avançadas de engenharia da época, refletindo o conhecimento técnico dos mineradores europeus que atuavam na região.
O canal apresenta uma extensão significativa, com trechos escavados diretamente na rocha da Serra do Lenheiro. Sua estrutura demonstra um planejamento cuidadoso, utilizando declividade e gravidade para otimizar o fluxo da água. Em alguns pontos, é possível identificar marcas de ferramentas utilizadas na escavação manual.
O Canal dos Ingleses é um vestígio importante do período da mineração em São João del-Rei, evidenciando a presença estrangeira na exploração dos recursos naturais locais. Além disso, constitui um patrimônio histórico e arqueológico que remete às técnicas de engenharia utilizadas no século XIX.
Atualmente, o canal é parte do patrimônio cultural da região e atrai estudiosos e turistas interessados na história da mineração. A Serra do Lenheiro, onde está localizado, é também um ponto de interesse ecológico e histórico, possuindo diversas trilhas e formações geológicas peculiares.

### Patrimônio imaterial
O patrimônio imaterial da Serra do Lenheiro é vasto, incluindo:
- Lendas e Mitos: Como a lenda da Dama de Pedra, uma escultura natural que evoca o período colonial e a mineração. Também a lenda da bruaca de ouro que aparece e desaparece, e outras narrativas orais ligadas aos mistérios da serra.
- Cantos de Trabalho (Vissungos): Relatos de vozes misteriosas na serra, interpretadas como cantos de escravos lavrando, uma tradição de canto coletivo em atividades rurais.
- Práticas Religiosas e Crenças: O uso de plantas da serra em práticas fitoterápicas e rituais de religiões de matriz africana (Umbanda, Quimbanda, Omolocô, Jurema, Candomblé). As porteiras da serra são elementos icônicos em crenças populares e cancioneiros.
- Presépios: A tradição local de montar presépios com fragmentos de pedras quartzíticas, areias brancas, malacacheta e plantas da serra, que buscam reproduzir a serra como um cenário de Belém.

## Proteção e conservação
A Serra do Lenheiro possui diversas camadas de proteção legal, tanto em nível municipal quanto federal. A Constituição de 1988 e leis específicas protegem os bens arqueológicos e históricos.
- Tombamento Administrativo: O Decreto Municipal nº 1.654, de 20 de abril de 1988, declarou o tombamento de toda a área da Serra do Lenheiro para preservação paisagística.[1]
- Preservação de Mananciais: A Lei Municipal nº 2.438, de 14 de setembro de 1988, definiu a área da bacia hidrográfica do Rio Grande e Rio das Mortes como de proteção especial para mananciais, abrangendo as múltiplas nascentes da serra.[1]
- Parque Ecológico Municipal Serra do Lenheiro: Criado pelo Decreto Municipal nº 2.160 (1993) e depois pela Lei Municipal nº 3.356 (1998), com a finalidade de preservação do patrimônio histórico, paisagístico, cultural, proteção de mananciais, cobertura vegetal e fauna silvestre.[1]
- Inventários e Reconhecimentos: Vários inventários de patrimônio cultural foram realizados e aprovados, protegendo elementos como Registros Rupestres (2015), Muros de Pedras (2016 e 2019) e o Canal dos Ingleses (2016). A Lei Orgânica Municipal também a reconhece como Patrimônio Municipal.[1]

Apesar dessas proteções, a serra enfrenta graves ameaças, muitas delas resultantes da falta de um senso de pertencimento por parte da população e da deficiência na fiscalização do poder público. As principais ameaças incluem:
- Expansão urbana e ocupações irregulares: A cidade avança sobre os morros da serra, muitas vezes com construções informais e destruição de sítios arqueológicos.
- Queimadas: Incêndios anuais, muitas vezes propositais, destroem a vegetação (especialmente o campo-rupestre), afetam a fauna, causam erosão do solo e assoreamento dos córregos.
- Uso de veículos motorizados: Motocicletas de aventura abrem valetas nas trilhas frágeis, agravando os processos erosivos e causando danos ao patrimônio arqueológico como muros antigos.
- Descarte de lixo e entulho: A serra é frequentemente usada como depósito de resíduos sólidos, poluindo córregos e degradando a paisagem.
- Extração predatória de recursos naturais: Além da lenha, a coleta indiscriminada de plantas medicinais e ornamentais é uma ameaça.
- Vandalismo: Pichações, ranhuras e depredação de bens culturais e sinalizações educativas.
- Garimpo ilegal: Tentativas recentes de extração de ouro causam danos aos sítios arqueológicos.

Como medidas para intensificar a preservação, propõe-se o tombamento processual da serra pelo CMPPC e a criação de uma Área de Proteção Ambiental (APA) Municipal. Recomendações adicionais incluem o desenvolvimento de atividades educativas, a intensificação da fiscalização, a formação de parcerias entre órgãos públicos e a sociedade civil, e a ampliação legal da área do Parque Municipal.

## Potencial turístico
A Serra do Lenheiro possui um potencial turístico considerável e ainda subutilizado. A diversidade de seus atributos permite explorar diversos segmentos turísticos:
- Turismo Arqueológico: Focado nos vastos vestígios da mineração aurífera (betas, mundéus, aquedutos, muros de pedras) e nas pinturas rupestres, que podem transformar a cidade em um destino de referência neste segmento.[1] A proposta de um "Parque Arqueológico do Tanque" é considerada.
- Turismo Ecológico: Para observação de pássaros, contemplação da geodiversidade, e contato com a natureza.[1]
- Turismo de Espiritualidade: Reconhecendo a serra como palco para diversas práticas religiosas.[1]
- Turismo de Base Comunitária e Pedagógico: Que pode envolver as comunidades do entorno em atividades de conscientização e guiança.[1]
- Turismo de Aventura: Com a prática de atividades como rapel nas pedreiras da serra.[1]
- Turismo Histórico-Cultural: Em sinergia com o centro histórico de São João del-Rei, cujas origens e edificações estão ligadas à exploração da serra.[1]

O desenvolvimento planejado do turismo na serra é visto como um caminho para o reconhecimento de seu valor, a geração de desenvolvimento econômico, melhorias sociais e a inclusão social, além de ser um instrumento de preservação ambiental.

## Dossiê Serra do Lenheiro
O "Dossiê Serra do Lenheiro" é uma publicação organizada por Ulisses Passarelli, com a contribuição de uma equipe multidisciplinar voluntária. O trabalho intensivo de pesquisa de campo, iniciado em 2000, e a organização das informações foram realizados de forma voluntária, sem remuneração ou patrocínio. O dossiê tem como objetivo documentar, promover e auxiliar no planejamento da preservação da serra, servindo como base para mecanismos de proteção legal e valorização turística.
A equipe autoral é composta por:
- Ulisses Passarelli (texto, coordenação e desenhos)
- Arlon Cândido Ferreira (Geografia)
- Betânia Nascimento Resende (Turismóloga)
- Edmilson Rezende de Sales (Pesquisa de Campo)
- Iago Christino Salles Passarelli (Pesquisa de Campo e fotografia)
- Luiz Antônio Sacramento Miranda (Pesquisa de Campo)

O dossiê utilizou um formato inspirado nos inventários de patrimônio cultural, com fichas individuais para cada tipo de bem encontrado. Ele não se propõe a esgotar o assunto, reconhecendo a necessidade de aprimoramento contínuo das investigações com diversidade de olhares técnicos e científicos.

### Livros
- Eakin, Marshall C. (22 de janeiro de 1990). A British Enterprise in Brazil: The St. John d’el Rey Mining Company and the Morro Velho Gold Mine, 1830–1960. [S.l.]: Duke University Press. ISBN 0-8223-8233-4
- Gaio Sobrinho, Antônio (1996). Sanjoanidades: um passeio histórico e turístico por São João del-Rey. São João del-Rei: [s.n.]
- Passarelli, Ulisses; Ferreira, Arlon Cândido; Resende, Betânia Nascimento; Sales, Edmilson Rezende de; Passarelli, Iago Christino Salles; Miranda, Luiz Antônio Sacramento (2023). Dossiê Serra do Lenheiro. São João del-Rei: Instituto Histórico e Geográfico de São João del-Rei. 966 páginas. ISBN 978-65-980990-0-8

### Periódicos
- Matt D. Childs (Verão de 1998). «A Case of 'Great Unstableness': A British Slaveholder and Brazilian Abolition». The Historian. 60 (4). Consultado em 12 de agosto de 2016

### Sites informativos
- «Gongo Soco». The Cornish in Latin America. University of Exeter. Consultado em 12 de agosto de 2016
- Passarelli, Ulisses; Miranda, Luís Antônio Sacramento (maio de 2006). «Canal dos Ingleses». São João del-Rei Transparente. Consultado em 4 de fevereiro de 2025